# Ammonoceratites
Ammonoceratites – rodzaj głowonogów z podgromady amonitów.
Żył w okresie kredy (apt - alb).